# Задністря
Задні́стря — село в Україні, у Самбірському районі Львівської області. Населення становить 460 осіб (2021). Орган місцевого самоврядування — Ралівська сільська рада.

## Назва
14 травня 1928 року міністр внутрішніх справ змінив назву ґміни Найдорф на Задністря.

## Історія
У 1783 році німецькі колоністи лютеранської та католицької конфесій були заселені після Йосифинської колонізації поблизу села Чуква. Колонія була названа Нойдорф, що згодом стала окремою ґміною.
У 1900 році ґміна Нойдорф мала 26 будинків, де мешкало 147 осіб, з них 136 поляків, 11 німців. За віросповіданням — 122 римокатолики, 14 греко-католиків, 11 юдейської віри.
У 1921 році ґміна Нойдорф мала 26 будинків, де мешкало 170 осіб, з яких 140 поляків, 12 русинів, 17 німців, 1 іншої національності, 134 римо-католиків, 28 греко-католиків, 8 юдейської віри. 

## Населення

### Мова
Розподіл населення за рідною мовою за даними перепису 2001 року:
| Мова       | Кількість | Відсоток |
| ---------- | --------- | -------- |
| українська | 288       | 95.68%   |
| польська   | 8         | 2.66%    |
| білоруська | 3         | 1.00%    |
| російська  | 2         | 0.66%    |
| Усього     | 301       | 100%     |